# Patrick Hoogmartens
Patrick Hoogmartens (Tongeren, 19 mei 1952) is sinds 2004 de derde bisschop van het bisdom Hasselt.

## De vroege jaren
Patrick Hoogmartens werd geboren op 19 mei 1952 te Tongeren als tweede in een gezin van zes kinderen. Hij volgde de lagere school en humaniora aan het Onze-Lieve-Vrouwecollege te Tongeren en was in zijn geboortestad actief in de KSA OLV Erewacht. Aan de Katholieke Universiteit Leuven behaalde hij het diploma van Licentiaat in de Rechten (1977) en Licentiaat in de Wijsbegeerte (1978). Daarna volgde hij gedurende 3 jaar theologie aan het grootseminarie van Sint-Truiden, waarna hij een jaar parochiestage deed in de Sint-Martinusparochie te Herk-de-Stad. Hij werd priester gewijd op 4 juli 1982 in de Onze-Lieve-Vrouwebasiliek te Tongeren.

## Verdere studies als priester
Als jonge priester studeerde hij verder theologie aan het Alphonsianum te Rome, waar hij de graad van Licentiaat in de Theologie behaalde. Hij werd dan onderpastoor in de Sint-Hubertusparochie te Runkst-Hasselt op 31 augustus 1984. Op 28 februari 1987 werd hij aldaar benoemd tot moderator van de parochiefederatie Heilig Kruis, Sint-Kristoffel en Sint-Hubertus.

## Promotie binnen de Kerk
Op 1 september 1989 werd hij president van het grootseminarie van Hasselt en verantwoordelijk voor het permanent diaconaat in het bisdom. Op 1 oktober 1993 werd hij tevens benoemd tot bisschoppelijk vicaris voor de jongerenpastoraal. Hij werd zo verantwoordelijk voor de dienst jongerenpastoraal van het bisdom die jeugdbewegingen en andere plaatselijke jongerengroepen pastoraal ondersteunt.

## Hulpbisschop van Hasselt
Op 8 juli 1997 werd Patrick Hoogmartens benoemd tot bisschop-coadjutor, d.i. hulpbisschop met recht van opvolging. Op zondag 26 oktober 1997 werd hij in de Sint-Quintinuskathedraal van Hasselt tot bisschop gewijd. Als bisschop-coadjutor was hij tot nu toe vicaris-generaal voor de parochiepastoraal, de sociale bewegingen en de jongerenpastoraal.
Als kenspreuk koos hij "Non ut iudicet, sed ut salvetur" (Niet om te oordelen, maar om te redden, Johannes 3,17). Zijn wapenschild is er de visualisering van. De gebroken bijl verwijst naar het "niet oordelen" of naar het uitstel van oordeel (Lucas 13,1-9). God heeft geduld met de mens. Uiteindelijk is elk oordeel nooit doel op zich, want Jezus is gekomen, niet tot oordeel, maar tot heil. Dit heil wordt getoond in het olijftakje (Genesis 8,11), teken van redding en van de steeds nieuwe toekomst die God de mens schenkt.

## Bisschop van Hasselt
Door het ontslag van bisschop Paul Schruers op 25 oktober 2004 is Patrick Hoogmartens nu de derde bisschop van Hasselt.

Bij het overlijden van ere-bisschop Paul Schruers in 2008 verklaarde zijn opvolger dat Limburg met hem een icoon van menslievendheid en een geestelijke leider verliest die het bisdom sterk gestuurd en diepgaand geleid heeft. Zijn geestelijke kijk op mens en samenleving heeft velen geïnspireerd om mee verantwoordelijkheid op te nemen in kerk en samenleving.